# ZARA – Zivilcourage und Anti-Rassismus-Arbeit
ZARA – Zivilcourage und Anti-Rassismus-Arbeit ist ein österreichischer Verein. Er wurde im Jahr 1999 mit dem Ziel gegründet, Zivilcourage und eine rassismusfreie Gesellschaft in Österreich zu fördern sowie alle Formen von Rassismus zu bekämpfen. Der Verein betreibt die Beratungsstelle für Opfer und Zeugen von Rassismus wie auch die Beratungsstelle #GegenHassimNetz für Betroffene von online Hass und Hetze.

## Grundsätze
Als rassistische Diskriminierung gilt für ZARA, wenn ein Mensch oder eine Gruppe aufgrund der Hautfarbe, der Sprache, des Aussehens, der Religionszugehörigkeit, der Staatsbürgerschaft oder der Herkunft in irgendeiner Form benachteiligt wird. ZARA bekennt sich zum Grundsatz der Nicht-Diskriminierung und verpflichtet sich, entsprechende Schritte und Maßnahmen zu setzen, die eine praktische Umsetzung im Betrieb ermöglichen. Mit Rassismus konfrontierte Menschen und diskriminierte Minderheiten werden von ZARA auf ihren Wunsch hin unterstützt. Empowerment ist dabei ein Ziel.
Durch gegenseitigen Informations- und Erfahrungsaustausch mit Vertretergruppen soll ein etwaiges Gegen- und Nebeneinanderarbeiten so gut wie möglich ausgeschlossen werden.
ZARA bekennt sich im Sinne von Gender-Mainstreaming zur Gleichstellung von Frauen und Männern. Dies bedeutet, dass bei der Organisation, Konzeption, Umsetzung sowie bei der Evaluierung aller Maßnahmen die unterschiedlichen Bedingungen, Situationen und Bedürfnisse von Frauen und Männern systematisch berücksichtigt werden. Alle Maßnahmen werden so gestaltet, dass sie die Gleichstellung der Geschlechter fördern.

## Arbeitsgebiete
Die Anti-Rassismus-Arbeit beruht auf Beratung, Prävention und Sensibilisierung der Öffentlichkeit.

### Beratung
Personen, die mit Rassismus konfrontiert werden, erhalten Information, Unterstützung und (rechtliche) Beratung. Seit Jänner 2000 betreibt der Verein die ZARA-Beratungsstelle, bei der sich Opfer und Zeugen von Rassismus melden und kostenlos von juristisch und sozial geschulten Mitarbeitern beraten lassen können.
Seit Herbst 2017 betreibt ZARA zusätzlich die Beratungsstelle #GegenHassimNetz, die von Online-Hass und Hetze sowie Cyber Mobbing betroffene Usern dabei unterstützt, gegen entsprechende Inhalte vorzugehen.

### Prävention
Weiterbildungen sind zentraler Bestandteil der Präventionsarbeit im Bereich Anti-Rassismus. ZARA Training gemeinnützige GmbH wurde im Februar 2014 von ZARA gegründet und führt dessen Präventionsarbeit fort. ZARA Training bietet in Österreich Aus- und Fortbildungen, Workshops und Projekte in den Bereichen Diversity, Bewusstseinsbildung, Anti-Rassismus und Zivilcourage an. Bedarfs- und praxisorientiert unterstützt die GmbH auf diese Weise Kompetenzvermehrung in Unternehmen, Schulen, Behörden, Vereinen.

### Sensibilisierung der Öffentlichkeit
Durch Öffentlichkeitsarbeit und anlassbezogener Kampagnen will ZARA in Österreich das Problembewusstsein für Rassismus sowie Hass und Hetze im Netz steigern. Die wichtigste Publikation von ZARA ist der jährlich erscheinende Rassismus Report, der nach Ansicht des Vereins die einzige qualitative Datenquelle über rassistische Übergriffe und Strukturen in Österreich darstellt. Durch Presseaussendungen sowie den Austausch mit Journalisten betreibt ZARA auch Medienarbeit und setzt sich für mehr Zivilcourage ein.
Information zum Themenfeld Anti-Rassismus, aktuelle Angebote und Aktivitäten sowie Informationen zur Arbeit von ZARA sind über die ZARA-Website zugänglich. Darüber hinaus erscheint alle zwei Wochen ein Newsletter.
Auf Facebook, Instagram, Twitter und Youtube informiert ZARA über aktuelle gesellschaftliche Debatten im Bereich Rassismus, Diskriminierung, sowie Hass und Hetze im Netz.

### Projekte
Neben den drei Säulen der Anti-Rassismus-Arbeit arbeitet ZARA in verschiedenen Projekten mit europäischen Partnern zusammen:
- V-Start – Victim Support Through Awareness Raising and neTworking (August 2017-Juli 2019): Ziel des Projekts ist es, das Bewusstsein der Opfer von Hass für verfügbare Unterstützungen zu steigern sowie ihren Zugang zum Rechtssystem zu erleichtern.

- Research – Report – Remove: Countering Cyber Hate Phenomena (2016–2017): Ziel des Projekts war es eine grundlegende Wissensbasis über Online-Hass zu erstellen, sowie die Analyse und das effektive Löschen von Online Hass zu fördern. Im Zuge dessen wurden Richtlinien für Internetanbietern und Plattformen sozialer Medien entwickelt.

## Finanzierung
Der Verein Zara finanziert sich zum größten Teil aus Subventionen der öffentlichen Hand. Im Jahr 2016 wurde die Betriebsleistung zu über 60 % von öffentlichen Subventionen finanziert, der Anteil der Gemeinde Wien an den Subventionen betrug über 35 %. Aus Spenden, Mitgliedsbeiträgen und Charity wurden etwa 20 % der Betriebsleistung abgedeckt, Umsatzerlöse brachten knapp 4 % der Betriebsleistung ein.
Aufgrund des Naheverhältnisses zur Gemeinde Wien wird der Verein regelmäßig vom Stadtrechnungshof geprüft, zuletzt wurde im Jahr 2017 die Umsetzung von Empfehlungen des Rechnungshofes überprüft.

## Netzwerk
Der Verein ist Mitglied in mehreren Netzwerken:
- Klagsverband zur Durchsetzung der Rechte von Diskriminierungsopfern
- Netzwerk Soziale Verantwortung
- UNITED for Intercultural Action – European Network against Nationalism, Racism, Fascism and in Support of Migrants and Refugees
- INACH – The international Network against CyberHate
- EGAM – European Grassroots Antiracist Movement
- gesellschaftsklima bündnis
- Civic Solidarity Platform
- No Hate Speech Movement